# Cessaniti
Cessaniti (tiếng Hy Lạp: Kessanites) là một đô thị ở tỉnh Vibo Valentia trong vùng Calabria, có cự ly khoảng 60 km về phía tây namcủa Catanzaro và khoảng 4 km về phía tây của Vibo Valentia. Tại thời điểm ngày 31 tháng 12 năm 2004, đô thị này có dân số 3.595 người và diện tích là 17.9 km².
Đô thị Cessaniti có các frazioni (đơn vị trực thuộc, chủ yếu là các làng) Favelloni, Mantineo, Pannaconi, Piana Pugliese, San Cono, và San Marco.
Cessaniti giáp các đô thị: Briatico, Filandari, Vibo Valentia, Zungri.